# Conte celtique
Conte celtique est un tableau réalisé par le peintre français Paul Sérusier en 1894. De format carré, cette huile sur toile que son titre annonce comme étant l'illustration d'un conte provenant des Celtes représente différentes figures dans une forêt traversée par un torrent. Il s'agit manifestement de la vision de deux hommes qui se tiennent debout de dos dans le coin inférieur gauche de la composition. Ils aperçoivent dans le lointain des jeunes femmes semi-transparentes tandis qu'à leur droite un groupe hétéroclite comprenant deux chiens se tient à l'entrée d'une grotte. Reçue en don en 1983, l'œuvre est conservée au musée d'Art de Dallas, à Dallas, au Texas, dans le Sud des États-Unis.